# P-Cymen
p-Cymen – organiczny związek chemiczny z grupy węglowodorów aromatycznych, pochodna benzenu. Występuje w olejkach eterycznych.